# Legende urbane privind călătoria în timp

„Călătorul în timp” cu „telefon mobil”

Legendele urbane privind călătoria în timp sunt informațiile privind unele persoane despre care se presupune că ar călătorit prin timp, informații comunicate de presă sau care circulă pe Internet. Toate aceste rapoarte s-au dovedit a fi farse sau se bazează pe ipoteze incorecte, informații incomplete sau pe interpretarea ficțiunii ca fapt real.

## Experimentul PhiladelphiașiProiectul Montauk

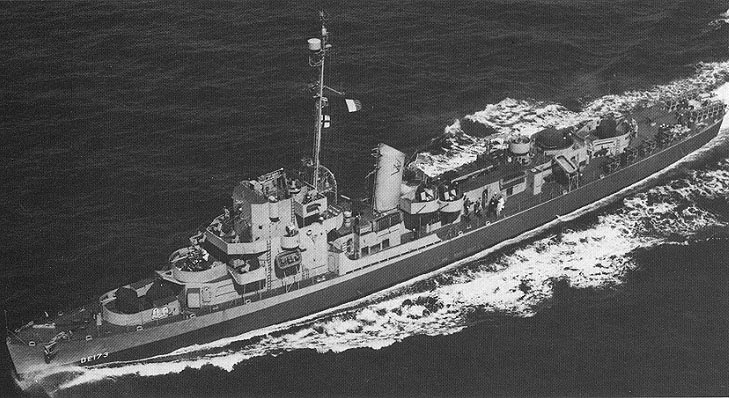
Nava USS Eldridge (DE-173) complet vizibilă (1944)

Experimentul Philadelphia este un presupus experiment militar în care nava USS Eldridge (DE-173) ar fi devenit invizibilă. Povestea este în general considerată o păcăleală.

## Cronovizorul
Părintele Pellegrino Ernetti afirma că ar fi inventat cronovizorul, un aparat care ar capta imagini din trecut (ale lui Iisus sau Napoleon Bonaparte).. În timp ce Ernetti este un personaj real, nu există nicio dovadă despre existența cronovizorului, cu atât mai puțin că ar fi și funcționat.

## Legenda luiRudolph Fentz
Despre Rudolph Fentz (n. 1847, New York ?) se spune că a dispărut fără urmă în anul 1876. În anii 1950, în New York, un bărbat necunoscut, îmbrăcat în haine vechi de un secol și cu 70 dolari din aceeași perioadă a fost ucis de un autoturism. Bărbatul ar fi apărut din senin și avea acte la el din care reieșea că este Rudolph Fentz.
Se pare că toată povestea a fost inspirată de povestirea științifico-fantastică din 1951 „I'm Scared” a scriitorului Jack Finney (1911–1995).

## John Titor
John Titor a susținut că este unul dintre soldații unei unități speciale din viitor, precum și faptul că misiunea sa ar fi recuperarea unui calculator IBM 5100 din anii 1970 care are o funcție ascunsă.

## Om modern într-o fotografie din 1941

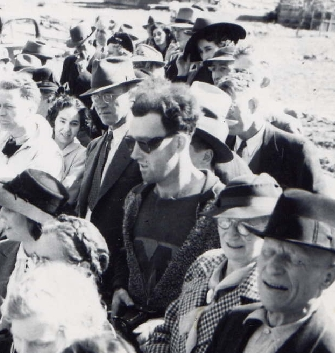
Imagine cu un „om modern” la inaugurarea unui pod din 1941

Un om modern apare în imaginea realizată la inaugurarea unui pod din 1941 (South Forks Bridge in Gold Bridge, British Columbia, Canada)

## Călătorul în timp cu telefon mobil
„Călătorul în timp” care vorbește la un „telefon mobil” în 1928 apare în scenele din spatele filmului Circul.

## John Krasinski în pictura lui Christen Købke
| Imagine indisponibilă |  | Imagine indisponibilă |
| John Krasinski        |  | Carl Adolf Feilberg   |

Au existat mai multe speculații potrivit cărora John Krasinski (n. 1979) ar apărea în pictura lui  Christen Købke din 1835. În această pictură apare omul de faceri Carl Adolf Feilberg..